# Meriania heptamera
Meriania heptamera är en tvåhjärtbladig växtart som beskrevs av Gustavo Lozano-Contreras och Alvear. Meriania heptamera ingår i släktet Meriania och familjen Melastomataceae. Inga underarter finns listade i Catalogue of Life.